# Андреевка (Карловское сельское поселение)
Андреевка — деревня в Колпнянском районе Орловской области. Входит в состав Карловского сельского поселения. Население — 136 чел. (2010).

## История
Народное название деревни Андреевки – Каширино. Там располагалась усадьба – родовое гнездо Каширениновых. После Великой Отечественной войны, усадьба была разобрана местным населением. На данный момент от усадьбы остался только фундамент.

## География
Андреевка находится в юго-восточной части Орловской области, в лесостепной зоне, в пределах центральной части Среднерусской возвышенности, по обоим берегам р. Сосна.
Уличная сеть состоит из нескольких грунтовых дорог.
Климат
Климат умеренно континентальный; средняя температура января −9,5 °C, средняя температура июля +23,5 °C. Среднегодовая температура воздуха составляет +4,3 °C. Абсолютный минимум температуры воздуха составляет −38 °C, а абсолютный максимум +39,3 °C(2020 год). Годовое количество осадков 450—550 мм, в среднем 510 мм. Количество поступающей солнечной радиации составляет 91-92 ккал/см². По агроклиматическому районированию деревня, также как и весь район и поселение, относится к южному с коэффициентом увлажнения 1,2-1,3.
Часовой пояс
деревня Андреевка, как и вся Орловская область, находится в часовой зоне МСК (московское время). Смещение применяемого времени относительно UTC составляет +3:00.

## Население
| 2002 | 2010 |
| ---- | ---- |
| 170  | ↘136 |

Национальный состав
Согласно результатам переписи 2002 года, в национальной структуре населения русские составляли 98 % от общей численности населения в 170 жителей

## Инфраструктура
ФАП (кол-во посещений за 2009 год — 1482).
Личное подсобное хозяйство с зоной сельскохозяйственного использования, индивидуальная застройка усадебного типа. Свыше 20 домов газифицированы. Газопровод низкого давления обслуживает Орловский филиал ОАО «Газпромрегионгаз» Колпнянский РЭУ.
Водоснабжение — через водозабор из единственной артезианской скважины.

## Транспорт
Автомобильная дорога общего пользования местного значения «Колпны — Дровосечное — Андреевка».
Просёлочные дороги.